# Cyathula pedicellata
Cyathula pedicellata är en amarantväxtart som beskrevs av Charles Baron Clarke. Cyathula pedicellata ingår i släktet Cyathula, och familjen amarantväxter. Inga underarter finns listade i Catalogue of Life.